# Treppeln
Treppeln (niedersorbisch Trjebule) ist ein Ortsteil der Gemeinde Neuzelle direkt an der L43 zwischen Groß Muckrow im Westen und Möbiskruge im Osten des Landes Brandenburg. Das Gassendorf wurde 1994 als schönstes Dorf des Landkreises Oder-Spree ausgezeichnet und befindet sich im Naturpark Schlaubetal. Namensvetter ist der Ort Treppeln (Trzebule), welcher seit dem Ende des Zweiten Weltkrieges in Polen liegt.

## Namensdeutung
Urkundlich erwähnt wurde am 19. Oktober 1357 Treplin, am 1. Dezember 1450 Trappeln, um 1550 zu deme Dorffe Treplin und im Jahre 1578 Treppeln.
Es wäre naheliegend, Treppeln auf den alten Namen der Schlaube zurückzuführen, wie in der Übersetzung der Urkunde von 1249 ad lacum altiorem trebule = zum oberen See der Trebula (Schlaube). Dann könnte der Name auf trebiti = reinigen, roden, den Wald lichten zurückgehen, was die Häufung dieses Wortstammes in der Region erklären ließe, da man nicht nur den drei Treppelseen begegnet (sorbisch trępļzē), sondern auch dem Ort Treppeln selbst.
Wie sehr die Deutungen auseinandergehen, zeigt sich an dem wendischen trébule von tróba = Notdurft bzw. trébasch = bedürfen, welches für eine armselige Gegend im Namen stehen kann. Eine weitere Variante mit altsorbischem Stamm Treb könnte in Verbindung zu dem männlichen Namen Trebomir stehen. Er soll auf treba = Opfer, Notwendigkeit zurückzuführen sein.
Die Gewannflurnamen des 18. Jahrhunderts sind zum größten Teil deutscher Herkunft.

## Geschichte
Die Besiedlung von Treppeln begann bereits in der Bronzezeit. Etwa 700 Meter westlich des heutigen Dorfes fand man ein Hügelgräberfeld der Lausitzer Kultur. Dort fand sich in einem Sumpfgebiet, dem Langen Lauch, um 1935 auch der Läuferstein einer Drehmühle. Am 19. Oktober 1357 findet sich in einer Urkunde die Erwähnung des Besitzers von Treplin , dem … Zchachen bürgere zcu Gubin, also der Gubener Bürger Zache. Als das Kloster Neuzelle eine Reihe von umliegenden Dörfern erwarb, wurde in der Urkunde vom 1. Dezember 1450 neben Trappeln auch die Kobil (Kobbeln) und Ostendorf (Ossendorf), erwähnt. Die ehemals Wirchenower Mühle (Schlaubemühle), gehörte ebenfalls dazu. Die zu deme Dorffe Treplin geschlagene halbe wüste feldt marcke Wirchenow, ein Dorf, welches zwischen 1370 und 1420 wüst wurde und nahe dem Wirchensee lag, wurde zusammen mit Treppeln vom Kloster verpfändet. Apitz von Bomsdorf zu Treppel verkaufte 1535 Treppel erblich an Melchior Berger aus Niewisch und dessen Brüder, dieser im Jahre 1547 an Hans Bencker zu Guben, 1554 an Melchior von Bomsdorf. Dieser zog acht wuesste Erbhuefen ein und errichtete auf diesen einen Meierhof mit Schäferei. Neben diesem Vorwerk gab es 1572 einen Lehnrichter und neun Hufner mit zusammen 20 Hufen Land, die Kinder wurden von einem Schulmeister im Kirchort Göhlen unterrichtet. Der Dreißigjährige Krieg hinterließ verödete Landstriche und auch Treppel war 1645 abgebrannt und wüst. Das Kloster verpfändete Treppeln 1685 erneut. diesmal an Melchior Siegmund von Kückpusch, die Familie hatte auch in Kobbeln gepachtet. In der Zeit seiner Pacht entstand am Unterende des Dorfes der Dorfkrug (1692), welcher bis heute als solcher besteht.

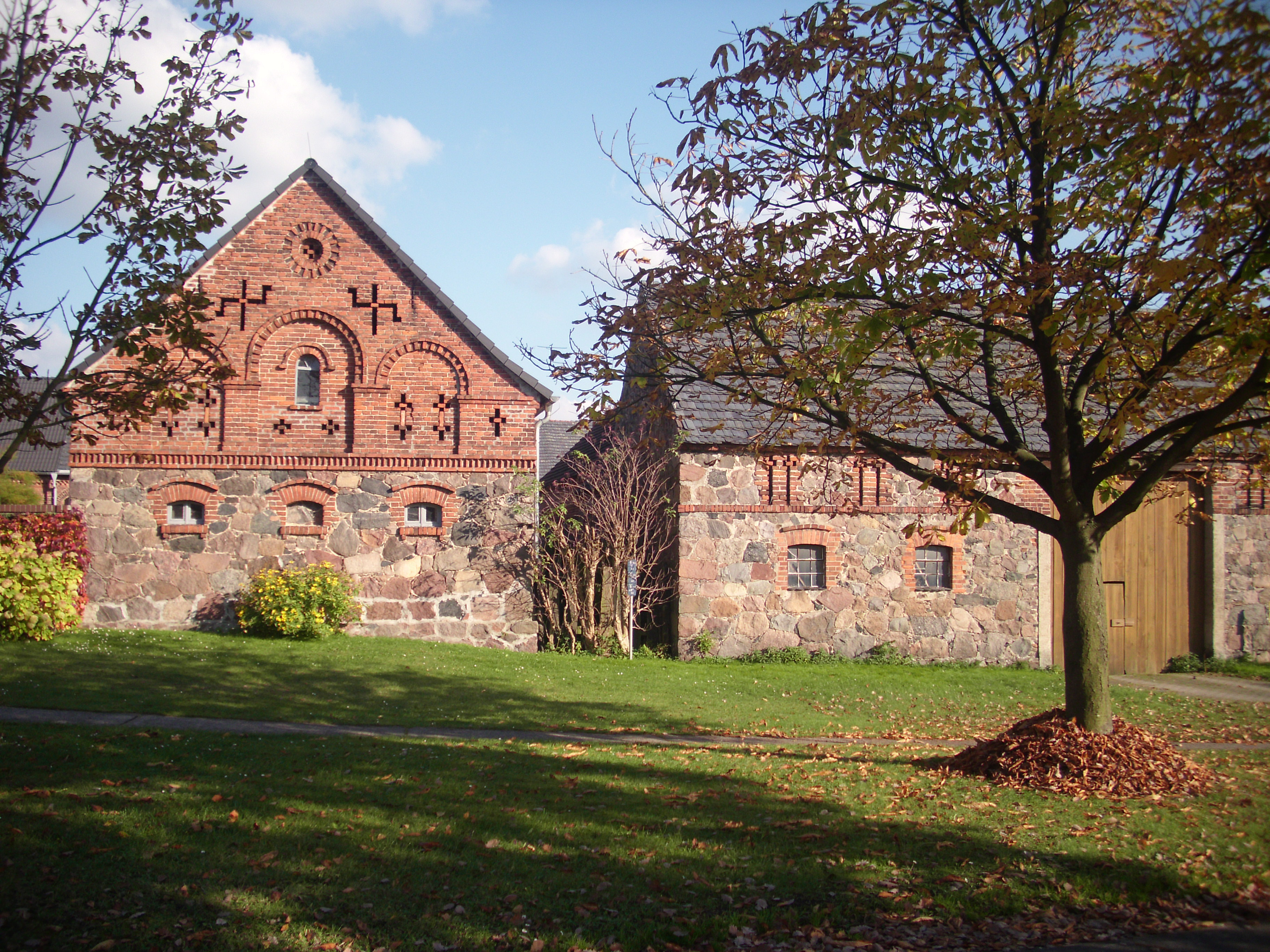
Torhaus von 1888

Ende des 17. Jahrhunderts fiel Treppeln endgültig an das Kloster zurück, Abt Eugenius Haumann (reg. 1685–1695) ließ die Gebäude des Gutes neu herstellen, da sie bei dem Feuer 1687 abgebrannt waren. Das Lehnschulzengut des Gottfried Wollenberger ist bereits 1700 und 1721 bezeugt. Später errichtete man an dieser Stelle ein Ziegelfachwerkhaus, als Arbeiterwohnhaus der Domäne, der Neuzeller Stiftsfonds überließ das Gebäude 1904 der Gemeinde, in der DDR war dort der Sitz des Rates der Gemeinde. Im Jahre 1791 bestellten die Treppelner noch Ausgedinger und arme Häusler, welche die Kinder unterrichten mussten, ab 1827 besuchten die Kinder die Schule in Kobbeln, ehe 1911 am Wege nach Kummro ein eigenes Schulhaus errichtet wurde. An der Schule vorbei führt ein Feldweg in Richtung Ossendorf zum Treppelsee, ein kleiner Waldweiher, welcher von den Bauern als Viehtränke, Flachs- und Hanfröste genutzt wurde. [Anmerkung: Eine Röste ist ein Gewässer, in welches die Stiele zum Anfaulen der Holzteile gelegt wurden.] In den Jahren 1855 und 1858 kam es zu Bränden, welche dazu führten, dass neue Gebäude aus Feldsteinen errichtet wurden. An der Straße nach Bahro befand sich seit 1692 der Krug, nun Köhlers Gasthof, ihm gegenüber steht ein aus Feldsteinen gemauertes Torhaus aus dem Jahre 1888.
In Richtung Wirchensee befand sich die 1897 aufgelöste Domäne, welche aus dem Stiftsvorwerk hervorgegangenen war, der Gutsstall wurde zu einem Wohnhaus umgebaut, dann als Försterei genutzt. Im Ersten Weltkrieg wurden in den Kellern der Gebäude Gefangene untergebracht. Die Kobbelner Försterei, in der DDR ein Erholungsheim, am Weg nach Kieselwitz gelegen, lag in einer Gemarkung, welche während der Separation im 19. Jahrhundert dem Dorf zugeschlagen wurde. Diese trägt noch einen alten, sorbischen Namen: Domschk, einst auch Wolschk-Lauch und Domelsk-Lauch. Von hier aus verlief der Kieselwitzer Weg, der Mahlweg der Kobbelner Bauern zur Schlaubemühle, in die Kobbelsche Heyde mit dem Klauzksee, durch die Separation kamen auch ein Teil der Gemarkung Möbiskruge einschließlich Hörnchen und im Südwesten die frühere Henzendorfsche Herrschaftliche Heyde dazu. Nahe dem ehemaligen Stiftsgut lebte der letzte Handspinner der Niederlausitz, er war der Urenkel eines Treppelner Klosterschäfers, und verspann noch 1941 mit der Handspindel geschorene Wolle von seinen Schafen. Er lebte auf dem Bauerngut Reschke (Bartels Hof) in der damaligen Dorfstraße 23. Wie die umliegenden Dorfer, so sollte auch Treppeln für den SS-Truppenübungsplatz Kurmark geräumt werden.
Nach dem Zweiten Weltkrieg entstand die LPG Frühlingsstürme Treppeln. 1971 schloss diese sich mit der LPG in Kobbeln zusammen, man betrieb gemeinsam Schweineproduktion. Am Wege nach Kummro wurde 1980 eine moderne Milchviehanlage der LPG Tierproduktion Möbiskruge in Betrieb genommen. An der Straße in Richtung Groß Muckrow lagen die Gebäude der landwirtschaftliche Werkstatt des Kreisbetriebes für Landtechnik Finkenheerd.
Treppeln wurde nach der Wende im Jahre 1994 als schönstes Dorf des gesamten Landkreises Oder-Spree ausgezeichnet. Auch die alte Allee aus Kastanien hat dazu beigetragen, welche bereits 1838 im Dorf auf Veranlassung des Stifts angepflanzt wurden. Die Laubbäume sollten bei Feuern die Ausbreitung einschränken. Leider trauten die Dorfbewohner damals der Obrigkeit nicht recht und vernichteten etliche der Bäume, welche später mit Winter-Linden ersetzt wurden. Eine Allee aus Roteichen am Ortsausgang von Treppeln musste im Jahre 2008 aus Gründen der Verkehrssicherheit gefällt werden. Die Bäume waren durch ihr Alter nicht mehr stabil.
Am 31. Dezember 2001 wurde Treppeln mit zehn weiteren Orten zur neuen Gemeinde Neuzelle zusammengeschlossen.

## Kloster Maria Friedenshort
Im Jahr 2018 kamen Zisterzienser-Mönche aus dem österreichischen Stift Heiligenkreuz nach Neuzelle. Anfangs lebten die Gründermönche provisorisch im katholischen Pfarrhaus, denn das historische Kloster Neuzelle befindet sich vollständig im Eigentum des Landes und nicht der Kirche oder des Ordens. Durch die vielfältige kulturelle und schulische Nutzung ist die Anlage für klösterliches Leben nicht mehr geeignet. Nach intensiven Verhandlungen mit der Landesregierung konnte der Orden eine ehemalige Stasi-Liegenschaft im Wald erwerben. Auf dieser wird das Kloster Maria Friedenshort errichtet. Die Gebäude auf dem ehemaligen Stasi-Gelände wurden bereits abgerissen. Der Baubeginn des neuen Klosters soll voraussichtlich 2026 sein.
Der Bernhardshof ist ein Bauernhof in Treppeln, welcher vom Priorat Neuzelle gekauft wurde. Er wird derzeit in ein provisorisches Kloster ausgebaut, welcher für 14 Mönche ausgelegt ist. Nachdem das neue Kloster fertiggestellt ist, wird der Bernhardshof als Gästehaus genutzt.

## Krug

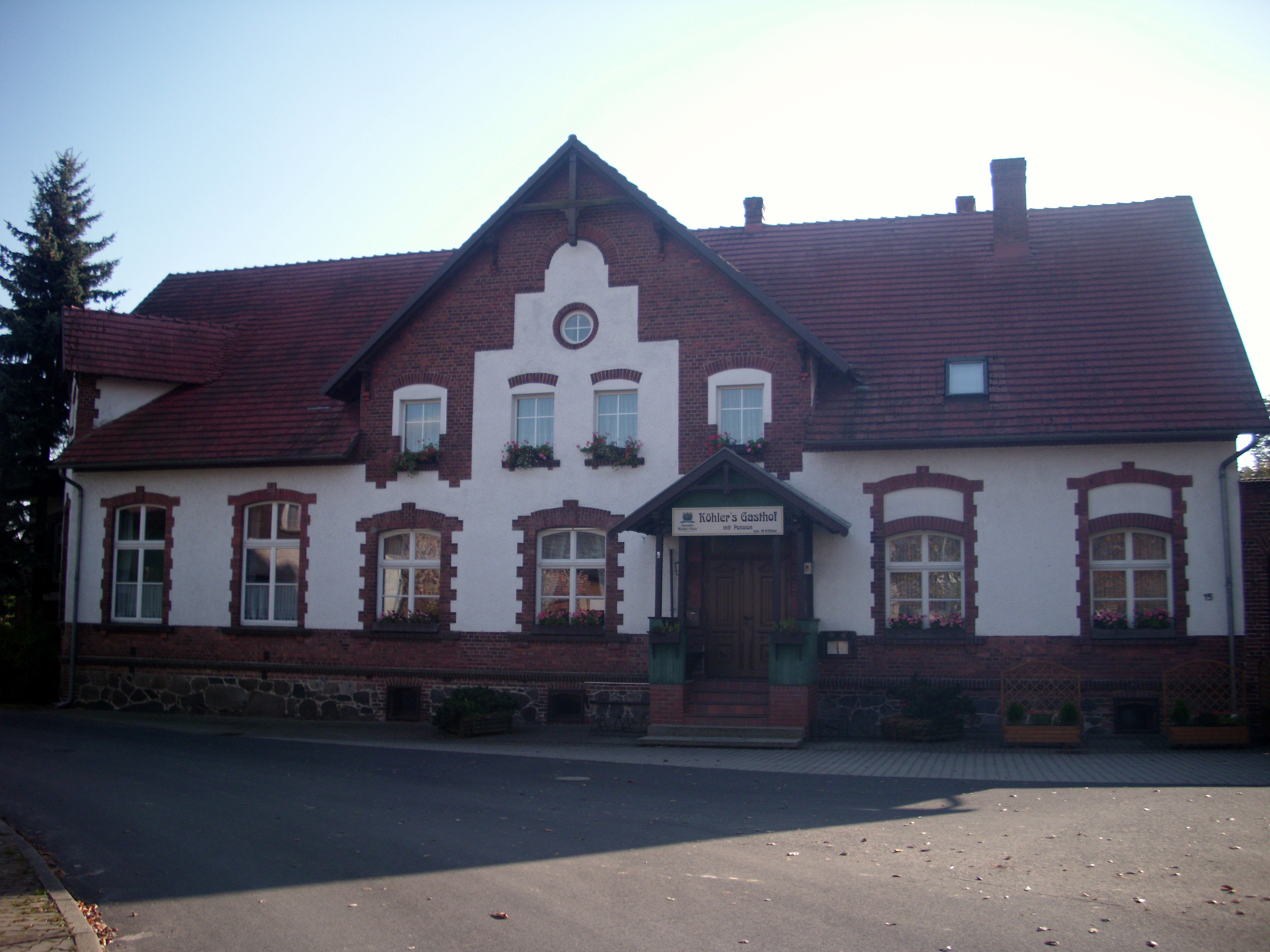
Köhler’s Gasthof, der ehemalige Krug

Nach dem Dreißigjährigen Krieg lag Treppeln wüst. Um das Dorf neu zu besiedeln, verkaufte Abt Bernardus Freiherr von Schrattenbach († 1660) das Kruggut im Jahre 1652 mit den dazugehörigen zwei Hufen Land an Hans Voigt. Viel war das Wohnhaus nicht mehr wert, auch die Nebengebäude mussten neu errichtet werden. Im Jahre 1691 verkaufte er an seinen Sohn George, welcher später an seine verheiratete Tochter verkaufte. Im Jahre 1757, Marie war inzwischen Witwe, kaufte deren Tochter der Mutter den Krug ab, der Preis war mehr als viermal so hoch, wie der einstige Kaufpreis 1652, doch tilgte er gerade die Schulden, welche auf dem Krug lasteten. Am 7. Juni 1772 wechselte der Krug in die fünfte Generation, wieder kaufte eine Tochter. Anna-Elisabeth, verlobt mit Hans-Georg Krüger zahlte fast das Doppelte wie ihre Mutter, um wieder nur Schulden zu tilgen, welche zumeist beim Kloster entstanden waren. Erst ihr Sohn Johann Georg erwarb am 3. Oktober 1809 einen Krug, welcher fast schuldenfrei war. Unter der Wirtschaft seiner Familie konnte das Kruggut durch Zukäufe erweitert werden, so dass sein Sohn Johann Georg am 16. Januar 1841 bereits einen ansehnlichen Besitz erwarb. Er kaufte das Hirtenhaus der Gemeinde und besaß bis 1848 das Krugrecht. Als seine Frau im Mai 1868 verstarb, gab es zu Pfingsten erstmals kein Treppelner Bier mehr, da er das Bierbrauen einstellte, später auch das Branntwein brennen. Im Ersten Weltkrieg verkaufte man das Brenninventar als Altmaterial nach Guben. Im Jahre 1892, in der achten Generation, übernahm wieder eine Tochter den Krug, diese war zu diesem Zeitpunkt noch ledig, da der Vater eine Verbindung mit seinem Knecht nicht duldete. Erst nach seinem Tod heiratete sie 1902. Ein Jahr später wurde das alte Haus abgerissen und ein neues mit Saal an seiner Stelle errichtet. Als ihr Mann Karl Köhler nach nur siebenjähriger Ehe verstarb, führte sie gemeinsam mit ihrem Sohn Georg den Hof und die Gastwirtschaft bis zum 4. Januar 1921 weiter. Die Mutter überschrieb ihm den Grundbesitz und eine weitere Generation war in Besitz des alten Kruges.
Im Herbst 1943 begann der Bau des SS-Truppenübungsplatzes Kurmark, Treppeln sollte geräumt werden und die Familie bekam Ersatz in Weltho (Wielotów) zugewiesen. Das Nahen der Roten Armee verhinderte jedoch die Umsiedlung. Bei einem Raubüberfall am 19. Oktober 1945 wurde Georg Köhler im Dorf erschossen. In der Zeit vom 3. bis 11. September waren in der SBZ Verordnungen zur Bodenreform in Kraft getreten. Da die entschädigungslose Enteignung Landbesitz über 100 Hektar betraf, wurde auch die Köhler’sche Wirtschaft einschließlich des Gasthofes enteignet. Die Witwe Frida Köhler wollte das nicht hinnehmen, da sie auch ihre Kinder nach dem Tod des Mannes durchbringen musste. Sie fuhr nach Berlin zum Sitz der Regierung und war wider Erwarten erfolgreich. Man gestattete ihr, die Gastwirtschaft mit 87 Hektar weiterzuführen. Im Jahre 1947 kehrte der Sohn Georg aus der Kriegsgefangenschaft zurück und unterstützte nun die Mutter. Als im Jahre 1950 das Gut erneut enteignet wurde, erhielt der Sohn aus dem Familienland 16 Hektar und das Gehöft als Siedler. Nur zehn Jahre später musste das Land in die sich gründende LPG eingebracht werden. Die Mutter führte den Gasthof weiter, ab 1961 jedoch unter der Kommission des Konsums, bis ihn 1975 die Schwiegertochter Helene übernahm. Georg Köhler starb im Alter von 67 Jahren, seine Witwe Helene Köhler führt die Gastwirtschaft bis 1994 weiter. Dann übergab sie die Geschäfte an ihre Schwiegertochter Marina. Gemeinsam mit ihrem Mann Hans Georg Köhler und den Kindern Christian und Katharina leben und arbeiten nun die elfte und zwölfte Generation der Familie im Treppelner Krug.

## George Wollenberg
George Wollenberg wurde im Jahre 1701 als Sohn des Treppelner Lehnschulzen Gottfried Wollenberger geboren. Die Angabe des Neuzeller Abtes Martinus Graff (* 1678 in Wellmitz; † 27. September 1741 in Neuzelle), es handele sich um den Sohn eines seiner Lehnschulzen, bestätigt die Vermutung, dass der vom Kloster als Falsarius (Fälscher) und Bösewicht verfolgte, rebellierende Untertan, dem Treppelner Gut entstammte. Als im Jahre 1727 nach dem Tod des Abtes Conradus Proche († 7. Januar 1727 in Neuzelle), während der Sedisvakanz das Militär Wollenberg entführte, um seinen Dienst zu erzwingen, fand er nirgends Gerechtigkeit. Das Kloster war ohne Macht, das Militär hielt sich nicht an die Gesetze. Auch sein Vater war nicht in der Lage, dem Sohn zu helfen. Die sich streitenden Obrigkeiten und die Probleme in Treppeln wurden so groß, dass der Vater, als er den rechtmäßigen neuen Lehnsherren huldigen wollte, nach Guben in Haft genommen wurde. George merkte, wie leicht es war, etwas zu Papier zu bringen, welches, obgleich falsch, doch plötzlich zum Recht erhoben wurde. Er begann Urkunden zu fälschen, welche den Bauern mehr Rechte einräumten, sie mussten weniger Frondienste leisten und die Steuerlast wurde verringert. Diese Urkunden erfasste er in dem sogenannten Stiftslandbuch von 1604. Das Kloster bemerkte diese Fälschungen und es kam zu einem Bauernaufstand gegen die Stiftsherrschaft, da die Bauern die Rechte aus den Urkunden einforderten.
Nach zahlreichen Prozessen, Rezessen und einer Neuvermessung der gesamten Liegenschaften des Stifts entstand der Neuzeller Stiftsatlas. In diesem Kartenwerk wurde jedes Dorf detailliert erfasst. Der Abt ließ Wollenberg 1734 verhaften, jedoch kam es zu einem Streit um die zuständige Gerichtsbarkeit. Er wurde von Neuzelle nach Lübben und Waldheim verlegt, da zwischendurch gewaltsam befreit, dann durch die Oberamtsregierung wieder entlassen. Als er wieder Urkunden verfasste, inhaftierte man ihn erneut. Er starb nach Krankheit in Haft im Jahre 1744 in Neuzelle. Das Kloster kam jedoch nicht zur Ruhe, seine Fälschungen tauchten weiter auf, im Jahre 1768 sorgten sie für so viel Ärger, das die Gemeinden sich Kopien der Karten für ihre Flurstücken aushändigen ließen. Als im Jahre 1775 wieder Unruhen entstanden, ließ man diese mit Militärgewalt unterdrücken, wie die Wellmitzer Schützenchronik zu berichten wusste. In der DDR erhielt die 1957 in Fürstenberg (Oder) gegründete LPG den Namen Georg Wollenberg.

## Persönlichkeiten
- Karl Gottlob Boguslav von Zychlinsky (1783–1857), Politiker, Gutsbesitzer in Treppeln